# Chaetopappa ericoides
Chaetopappa ericoides là một loài thực vật có hoa trong họ Cúc. Loài này được (Torr.) G.L.Nesom mô tả khoa học đầu tiên năm 1988.